# Беленченко, Александр Иванович
Александр Иванович Беленченко (10 [22] июля 1827, Московская губерния — 24 февраля [7 марта] 1884, Санкт-Петербург) — генерал-лейтенант, главный инспектор по пересылке арестантов, писатель, картограф.

## Биография
Родился 10 (22) июля 1827 года (или 11 июля) в семье генерал-майора, георгиевского кавалера «за выслугу» Ивана Лаврентьевича Беленченко (1792—1868); мать — Зиновия Александровна, урождённая Ефимова (или Елфимова; 29.10.1805—28.11.1862). Его брат Василий Иванович (1840—1909) — также генерал-лейтенант, генерал для особых поручений при Главном инженерном управлении для наблюдения за инженерным имуществом и на складе (1898—1909), автор «Руководства к приему и хранению предметов войскового инженерного имущества» (1894), «Руководства для чинов военного телеграфа» (1896) и работы «Инженерное имущество в пехоте, кавалерии и артиллерии».
Получив военное воспитание, молодой Александр был произведен в офицеры и направлен в Конную артиллерию (1845). Оттуда он в скором времени поступил в Академию Генерального штаба, которую окончил в 1849 году.
После этого Беленченко был зачислен в Генеральный штаб, а затем был назначен старшим адъютантом при штабе отдельного корпуса внутренней стражи (здесь прошла большая часть его службы). Был назначен на пост главного инспектора по пересылке арестантов.
В 1867 году Александр Иванович был произведен в генерал-майоры, а в 1879 году — в генерал-лейтенанты.
В том же году, после создания Главного тюремного управления МВД, должность главного инспектора по пересылке арестантов стала промежуточным звеном между военным ведомством и Министерством внутренних дел, которое настаивало на упразднение этой должности и передаче её функций в МВД. Беленченко пытался отстоять свою должность, но без особого успеха.
В этот период А. Ф. Кони описывает Александра Беленченко как «звероподобного начальника пересыльной части», «грязного циника», «маскарадного героя» и «почетного члена домов терпимости», заявлявшего, что в России и Сибири административно пересылаются ежегодно от восьми до десяти тысяч человек.

Да помилуйте, ваше сиятельство, зачем мне смотреть причины [ареста и ссылки]?! Не смотрел и смотреть не намерен! Зачем мне их знать? Ко мне приводят человека и говорят: «В Якутск!» — «Слушаю-с!» — Кладу его в колесо, повернул, — и он сделал быстрое круговое движение рукою, — трах! Он в Якутске. А кто он, зачем и почему — мне-то какое дело? Я, ваше сиятельство, — машина; повернул колесо: раз, раз — и готово; раз, раз — и готово! А до личности мне и дела нет! С какой радости?!— слова Беленченко, передаваемые А. Ф. Кони.
С 1880 года, выйдя в отставку, Беленченко состоял членом Главного военно-тюремного комитета (1864—1884), руководимого генерал-адъютантом Иваном Лутковским, и в этом звании оставался до своей кончины.
Умер в Санкт-Петербурге 24 февраля (7 марта) 1884 года (или 24 апреля) и был погребен в Александро-Невской лавре.

## Сочинения
- «Этапная карта Европейской России, составленная при штабе отдельного корпуса внутренней стражи под руководством полковника Беленченко», 1860 г., 4 листа (60 верст в дюйме)
- «Улучшение в пересылке арестантов в Сибирь» (оттиск из № 103 и 104 «Северной Почты»).